# Râul Henț
Râul Henț este un curs de apă, afluent al râului Crasna.